# Heinrich Heppe
Heinrich Ludwig Julius Heppe (født 30. marts 1820 i Kassel, død 29. juli 1879 i Marburg) var en tysk reformert teolog.
Efter først (1845—49) at have været præst i sin fødeby blev han (1850) professor i teologi ved Marburgs Universitet, i hvilken stilling han forblev til sin død. Over for Vilmars hierarkiske og lutheraniserende stræben hævdede Heppe med iver de reformerte interesser. Han virkede især på kirkehistoriens område og skrev en mængde skrifter, særlig reformationshistorien vedrørende, således: Geschichte des deutschen Protestantismus in den Jahren 1555—81 (2. oplag 1865—66), Geschichte des deutschen Volksschulwesens (1858—60) og Dogmatik des deutschen Protestantismus im 16. Jahrhundert (1857).